# Гаев, Геннадий Петрович
Геннадий Петрович Гаев (11 октября 1918, Екатеринбург — 28 марта 1990, Свердловск) — советский художник и педагог, заслуженный художник РСФСР (1970). Член Союза художников СССР с 1948 года.

## Биография
Родился 11 октября 1918 года в Екатеринбурге.
В 1934—1940 годах обучался в Свердловском художественном училище у Г. А. Мелентьева и Ф. К. Шмелёва.
В июле 1941 ушел на фронт Великой Отечественной войны. В 1942 году окончил 3-е Ленинградское пехотное училище, получив звание лейтенанта, был командиром пулеметного взвода. Воевал на Воронежском и Сталинградском фронтах. В сентябре 1942 года был тяжело ранен. Воевал до конца войны и демобилизовался в 1946 году в звании старшего лейтенанта. Награждён орденом Отечественной войны 2-й степени (06.04.1985), а также медалями медалями «За отвагу» (06.08.1946), «За оборону Сталинграда» (21.10.1944), «За победу над Германией в Великой Отечественной войне 1941—1945».
В 1949—1960 годах Г. П. Гаев преподавал живопись в Свердловском художественном училище. Работал в Свердловской картинной галерее. Занимался общественной деятельностью. Избирался делегатом IV всесоюзного и III съезда художников РСФСР, многие годы он был членом правления Свердловской организации Союза художников.
Работы художника находятся в Музее Революции в Москве, Екатеринбургском музее изобразительных искусств, Государственном художественном музее Нижнего Тагила и Объединенном музее писателей Урала в Екатеринбурге.
Умер 28 марта 1990 года в Свердловске. Похоронен на Лесном кладбище.